# La Neuville-Garnier
La Neuville-Garnier è un comune francese di 276 abitanti situato nel dipartimento dell'Oise della regione dell'Alta Francia.

## Società

### Evoluzione demografica
Abitanti censiti